# Eesti Karikas 1992-1993
La Coppa d'Estonia 1992-1993 (in estone Eesti Karikas) è stata la 1ª edizione del torneo dopo l'indipendenza dell'Estonia. Il Nikol Tallinn ha vinto il trofeo.

## Formula
26 squadre presero parte alla competizione: venti di esse si scontrarono nel turno preliminare, le restanti sei furono ammesse di diritto agli ottavi di finale.
Nella fase preliminare, negli ottavi e nei quarti di finale si disputarono turni di sola andata, mentre nelle semifinali si giocarono gare di andata e ritorno. La finale fu in gara unica.
La UEFA riconobbe a questo torneo un nuovo posto per la Coppa delle Coppe.

## Turno preliminare
| Squadra 1           | Risultato       | Squadra 2           |
| ------------------- | --------------- | ------------------- |
| Tekstiil Sindi      | per ritiro      | Flora Tallinn       |
| Tulevik Viljandi    | per ritiro      | Kalev Tartu         |
| Lokomotiiv Valga    | 2 - 2 (3-5 dcr) | Kalev Pärnu         |
| Maardu              | 0 - 9           | EP Jõhvi            |
| Järvamaa            | 2 - 1           | Merkuur Tartu       |
| Fööniks-Sport Valga | 1 - 4           | Keemik Kohtla-Järve |
| Sadam Tallinn       | 1 - 2           | Kalev Sillamäe      |
| Irbis Kiviõli       | 2 - 10          | Norma Tallinn       |
| Tervis Pärnu        | 2 - 0           | Dünamo Tallinn      |
| Tempo Tallinn       | per ritiro      | Trans Narva         |

## Ottavi di finale
| Squadra 1             | Risultato  | Squadra 2         |
| --------------------- | ---------- | ----------------- |
| Kreenholm Narva       | 2 – 6      | Nikol Tallinn     |
| Peipsi Kalur Kallaste | per ritiro | Flora Tallinn     |
| Tulevik Viljandi      | 1 – 0      | Kalev Pärnu       |
| EP Jõhvi              | per ritiro | Järvamaa          |
| Keemik Kohtla-Järve   | 6 – 1      | Kalev Sillamäe    |
| Norma Tallinn         | per ritiro | Tervis Pärnu      |
| Trans Narva           | 1 – 2      | Vigri Tallinn     |
| Pena Jõhvi            | per ritiro | Metaliist Tallinn |

## Quarti di finale
| Squadra 1           | Risultato   | Squadra 2     |
| ------------------- | ----------- | ------------- |
| Nikol Tallinn       | 1 – 0       | Flora Tallinn |
| Tulevik Viljandi    | 3 – 5       | EP Jõhvi      |
| Keemik Kohtla-Järve | 0 – 3 (dts) | Norma Tallinn |
| Vigri Tallinn       | 1 – 0       | Pena Jõhvi    |

## Semifinali
| Squadra 1     | Totale | Squadra 2     | Andata | Ritorno |
| ------------- | ------ | ------------- | ------ | ------- |
| Nikol Tallinn | 2 - 1  | EP Jõhvi      | 1 - 0  | 1 - 1   |
| Norma Tallinn | 4 - 0  | Vigri Tallinn | 2 - 0  | 2 - 0   |

## Finale
| Squadra 1     | Risultato       | Squadra 2     |
| ------------- | --------------- | ------------- |
| Nikol Tallinn | 0 - 0 (4-2 dcr) | Norma Tallinn |

| Tallinn 9 giugno 1993                        | Nikol Tallinn        | 0 – 0 (d.t.s.) | Norma Tallinn |  |
| \| \| \| \| \| \| Tiri di rigore 4 – 2 \| \| |                      |                |               |  |
|                                              |                      |                |               |  |
|                                              | Tiri di rigore 4 – 2 |                |               |  |